# 田都元帥
田都元帥，原名雷海青，唐朝天寶年間知名樂官，安史之亂殉國，被民間奉祀為戲神、道教護法神，亦稱田元帥、九天风火院忠烈大元帥、田公元帥、田府元帥、相公佛、與老郎神、二郎神一樣都是音樂界、戲劇界的保護神（祖師爺）。漳泉地區以此神與西秦王爺為主要戲劇神。

## 傳說
雷海青的母親因為感星神「翼宿星君」下降有孕，因未婚生子，故將雷海青拋棄在田裡， 後被佃農收養，因為其音樂天份極高，長大後入宮成為傑出的梨園弟子。安祿山叛亂時雷海青仍效忠唐皇室，被安祿山殺害。後由唐皇室誥封「天下梨園大總管」，並立祠祀之；死後曾數度顯靈，以「雷」為旗號，但因雲霧遮掩雨字而成「田」字，因此受封為「田都元帥」。

## 特徵
田都元帥的造像有一特色，臉部(額頭或嘴部)常繪有一隻毛蟹，其由來一說是他小時候因為是棄嬰， 由螃蟹養大。一說是曾因醉臥宮廷，被楊貴妃(或有一說為嬪妃)畫了一隻蟹在臉上。

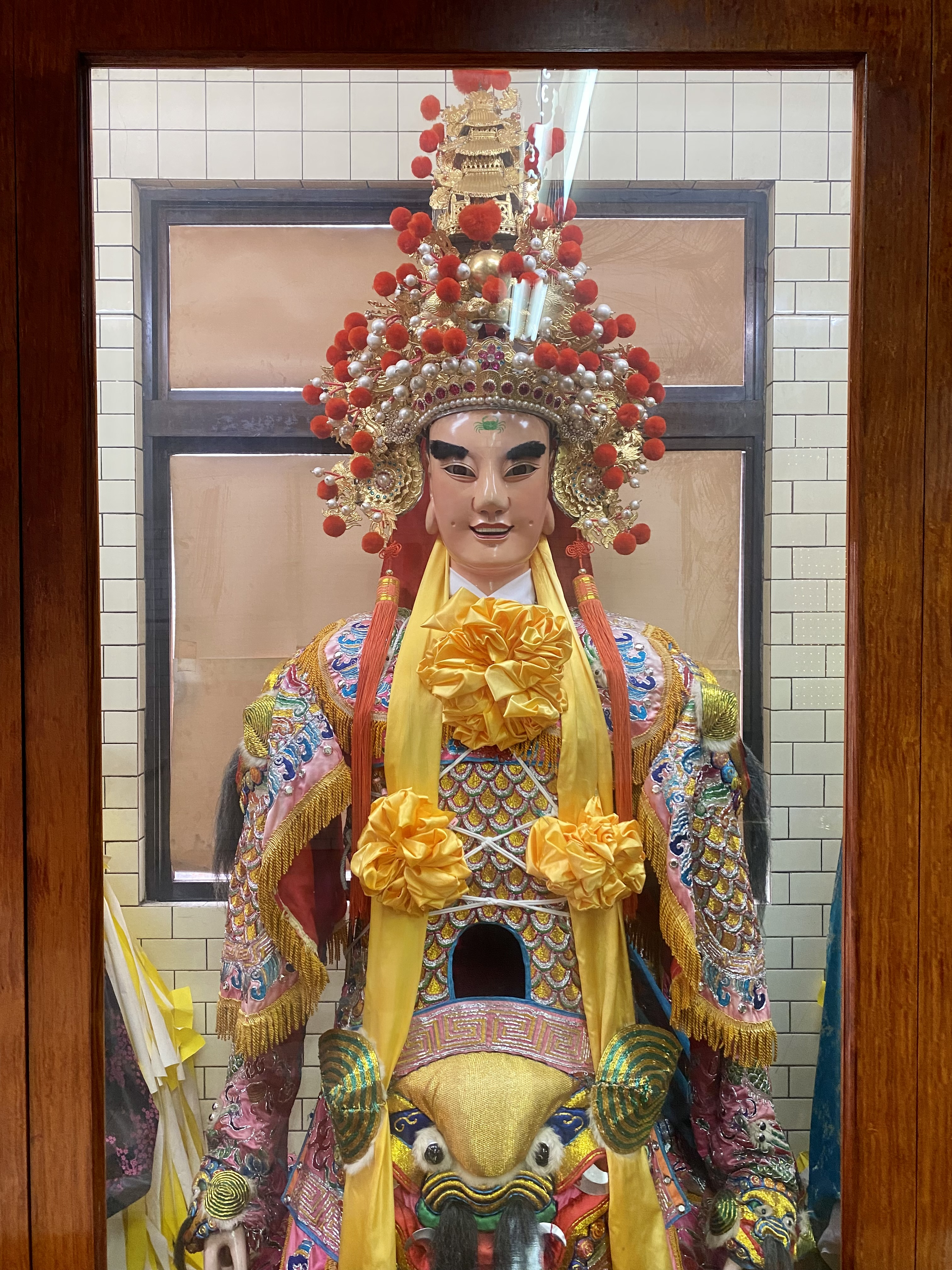
新北市永和區南清宮 田都元帥 神將

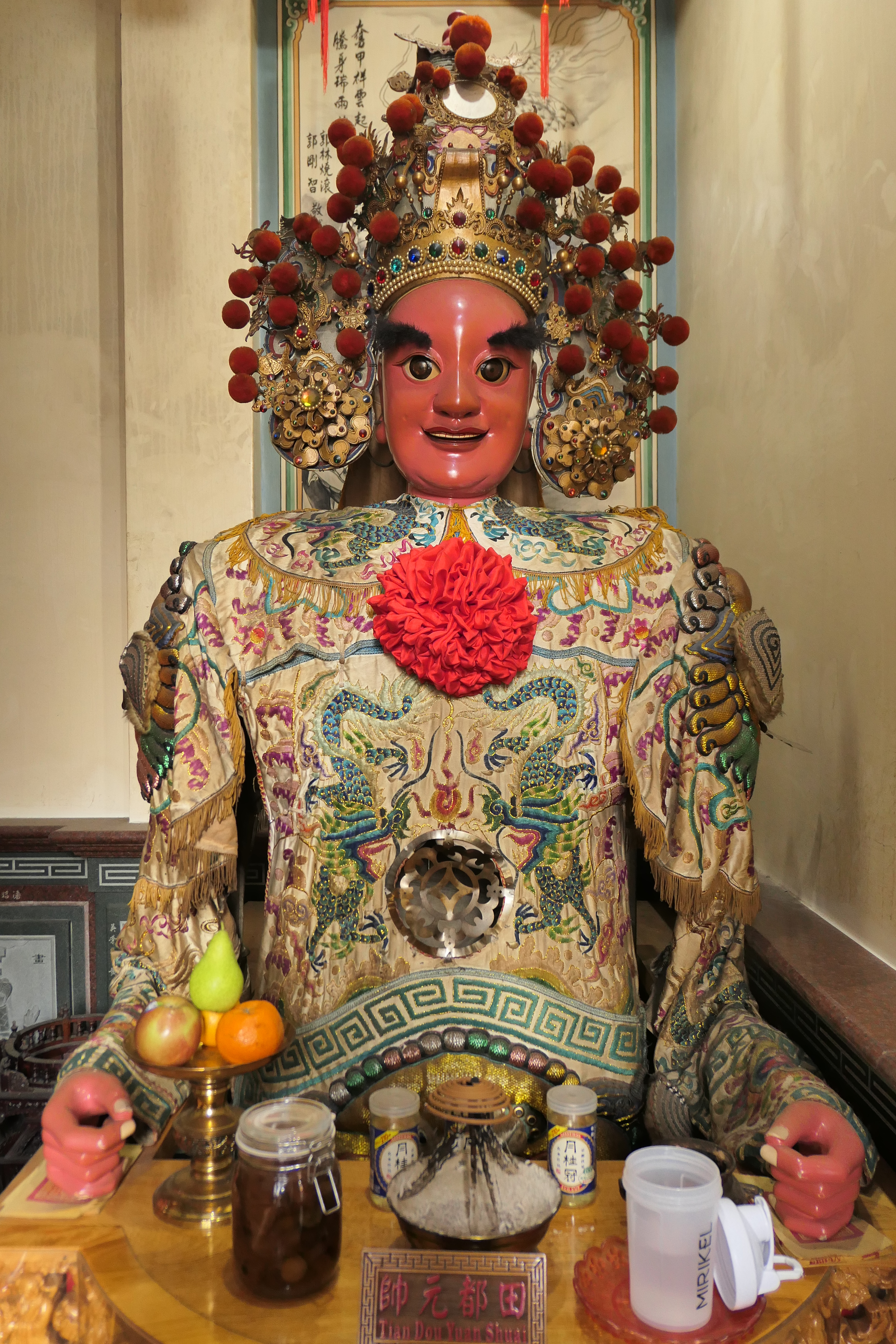
聖君廟 田都元帥 神將

## 护法
在馬來西亞，田都元帥與林府太師被認爲是九皇大帝的護法，九皇大帝寳誕期間也會隆重的舉辦迎接田都元帥儀式。

## 禁忌

###### 忌食鴨肉、毛蟹
世人流傳，田都元帥襁褓時被遺棄在田邊，受毛蟹吐唾沫餔育、鴨子含食餵養才得以維持生命，後被善心農民拾回養育。故其神像的臉上，常繪有一隻毛蟹；依不同地區，蟹有畫在神像額頭或口部等處。另一說，田都元帥臉上所繪的蟹，是因為田都元帥生前，在皇宮御宴時，不勝酒力醉倒，於是在妃嬪戲弄之下，臉上被毛筆畫上一隻蟹。因此，其信奉者與戲劇從業者也就不吃蟹，也不供奉以螃蟹。

## 以田都元帥為戲神的劇種

### 福建
閩劇、莆仙戲、歌仔戲（福建薌劇）、閩西漢劇、梨園戲、高甲戲、布袋戲、泉州木偶戲（傀儡戲）。

### 廣東潮汕
潮劇、白字戲、正音戲、西秦戲、陸豐皮影戲、廣東漢劇。

### 台灣
北管（西路、新路的北管西皮派（另一北管福祿派：又稱福路、古路、舊路，則奉祀西秦王爺））、梨園戲、高甲戲、歌仔戲、掌中戲（台灣許多戲班同時還奉祀西秦王爺）、宋江陣、皮影戲、竹馬陣。

### 廣東
粵劇奉祀華光天王，將田都元帥（田竇二師）視為華光天王的輔佐神。

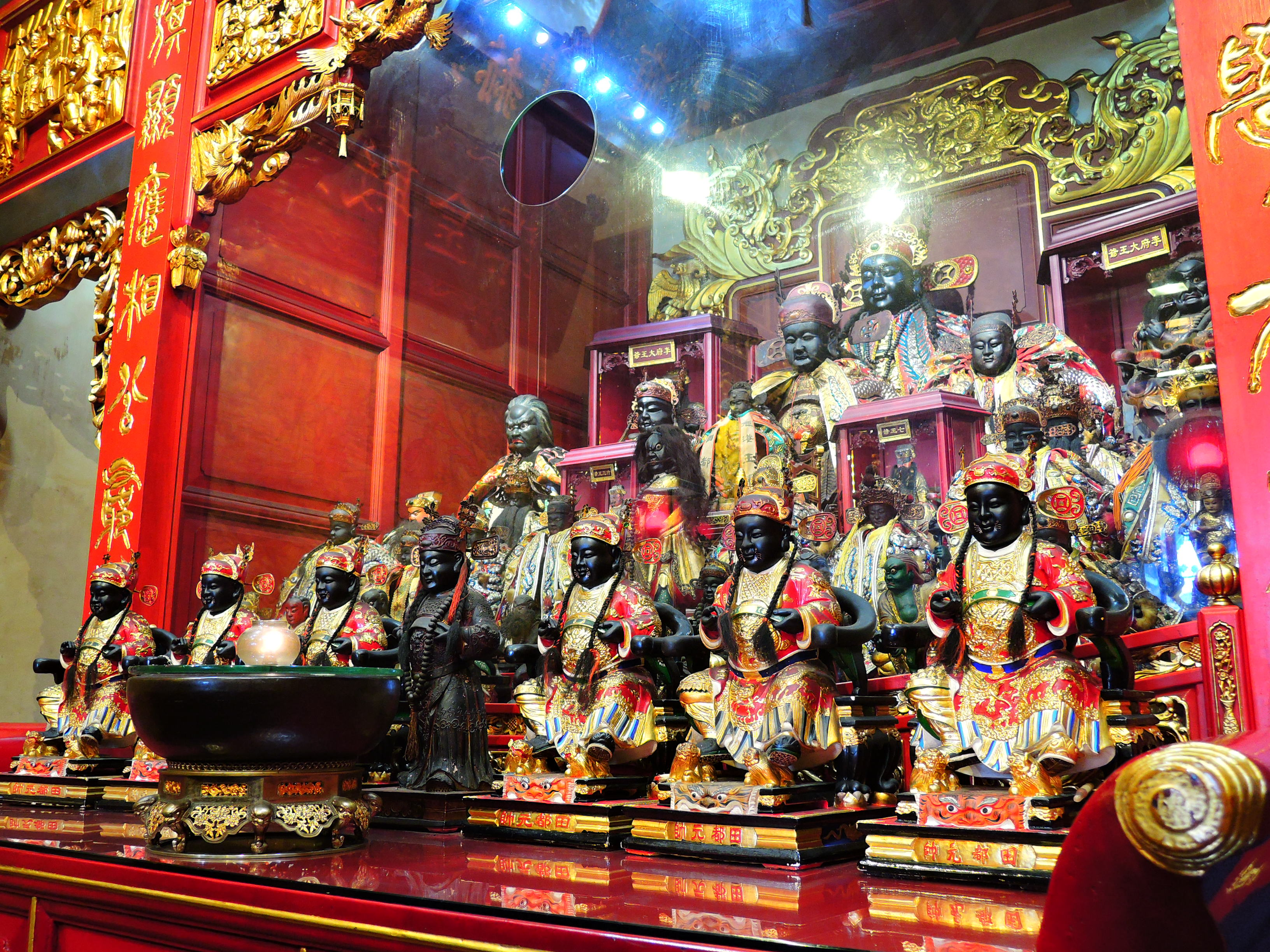
鹿港 玉渠宮 田都元帥

## 主祀廟宇

### 福建
- 福州市鼓樓區南街街道三坊七巷社區元帅路元帥廟
- 泉州市 市舶司

### 台灣
- 台北 艋舺行德宮-社團法人台北市艋舺行德宮田都元帥信仰文化協會
- 基隆 覺修宮
- 基隆 奠濟宮儒霖殿
- 永和區 南清宮
- 鹿港鎮 玉渠宮